# Atascocita
Atascocita è un census-designated place degli Stati Uniti d'America situato nella contea di Harris dello Stato del Texas.
La popolazione era di 65.844 persone al censimento del 2010.

## Storia
La costruzione nella zona ha avuto inizio negli anni '70. Nel 1990 Atascocita comprendeva quindici quartieri ed era uno dei centri urbani a più rapida crescita nella zona di Greater Houston.
Nel 2009 il Gruppo Gadberry ha nominato Atascocita come una delle "9 dal 2009" aree ad alta crescita più importanti negli Stati Uniti. Al censimento del 2010 la popolazione di Atascocita è di 65.844, 35.757 in più rispetto al censimento del 2000.
Atascocita ha due quotidiani locali, The Tribune Newspaper e The Atascocita Observer.

## Geografia fisica
Atascocita è situata a 29°59′36″N 95°10′55″W (29.993365, -95.182054), a nord e a sud della Farm to Market Road 1960, circa 6 miglia (10 km) a est di Humble e 18 miglia (29 chilometri) a nord-est del centro di Houston.
Secondo lo United States Census Bureau, ha un'area totale di 25,4 miglia quadrate (65,8 km²), di cui 25,3 miglia quadrate (65,4 km²) di terreno e 0,19 miglia quadrate (0,5 km²), o 0,74%, d'acqua.
Delimitato sulla sua sponda orientale dal lago Houston, la comunità contiene diversi parchi, country club e campi da golf.

## Società

### Evoluzione demografica
Secondo il censimento del 2000, c'erano 35.757 persone, 11.006 nuclei familiari e 9.432 famiglie residenti nella città. La densità di popolazione era di 1.296,3 persone per miglio quadrato (500,6/km²). C'erano 11.342 unità abitative a una densità media di 411,2 per miglio quadrato (158,8/km²). La composizione etnica della città era formata dall'87,96% di bianchi, l'8,00% di afroamericani, lo 0,32% di nativi americani, il 2,44% di asiatici, lo 0,04% di isolani del Pacifico, il 4,04% di altre razze, e il 2,20% di due o più etnie. Ispanici o latinos di qualunque razza erano il 7,02% della popolazione.
C'erano 11.006 nuclei familiari di cui il 50,1% aveva figli di età inferiore ai 18 anni, il 73,8% aveva coppie sposate conviventi, l'8,9% aveva un capofamiglia femmina senza marito, e il 14,3% erano non-famiglie. L'11,2% di tutti i nuclei familiari erano individuali e l'1,8% aveva componenti con un'età di 65 anni o più che vivevano da soli. Il numero di componenti medio di un nucleo familiare era di 3,03 e quello di una famiglia era di 3,28.
La popolazione era composta dal 30,0% di persone sotto i 18 anni, l'8,7% di persone dai 18 ai 24 anni, il 35,7% di persone dai 25 ai 44 anni, il 21,9% di persone dai 45 ai 64 anni, e il 3,8% di persone di 65 anni o più. L'età media era di 32 anni. Per ogni 100 femmine c'erano 111,8 maschi. Per ogni 100 femmine dai 18 anni in giù, c'erano 113,5 maschi.
Il reddito medio di un nucleo familiare era di 83.314 dollari e quello di una famiglia era di 176.821 dollari. I maschi avevano un reddito medio di 151.750 dollari contro i 134.036 dollari delle femmine. Il reddito pro capite era di 31.496 dollari Circa il 2,2% delle famiglie e il 3,1% della popolazione erano sotto la soglia di povertà, incluso il 2,7% di persone sotto i 18 anni e il 3,2% di persone di 65 anni o più.